# Campeonato Europeo de Voleibol Femenino Sub-20 de 2006
La XX edición del Campeonato Europeo de Voleibol Femenino Sub-20 se llevó a cabo en Francia del 26 al 3 de septiembre. Los equipos nacionales compitieron por tres cupos para el Campeonato Mundial de Voleibol Femenino Sub-20 de 2007 a realizarse en Tailandia.

## Grupos
| Grupo A         | Grupo B             |
| --------------- | ------------------- |
| Bélgica         | Países Bajos        |
| Bielorrusia     | Polonia             |
| Croacia         | Rusia               |
| Francia         | Serbia y Montenegro |
| Italia          | Turquía             |
| República Checa | Ucrania             |

## Primera fase

### Clasificación
| Pos | Equipo          | PJ | PG | PP | SG | SP | PTS |
| --- | --------------- | -- | -- | -- | -- | -- | --- |
| 1   | Italia          | 5  | 5  | 0  | 15 | 2  | 15  |
| 2   | Croacia         | 5  | 4  | 1  | 13 | 5  | 12  |
| 3   | Bélgica         | 5  | 2  | 3  | 6  | 9  | 6   |
| 4   | Francia         | 5  | 2  | 3  | 7  | 11 | 5   |
| 5   | República Checa | 5  | 1  | 4  | 6  | 12 | 4   |
| 6   | Bielorrusia     | 5  | 1  | 4  | 4  | 12 | 3   |

#### Resultados
| Fecha    | Encuentro                     | Resultado | Set   | Set   | Set   | Set   | Set   | Puntuación total |
| Fecha    | Encuentro                     | Resultado | 1     | 2     | 3     | 4     | 5     | Puntuación total |
| -------- | ----------------------------- | --------- | ----- | ----- | ----- | ----- | ----- | ---------------- |
| 26-08-06 | Italia - Croacia              | 3-1       | 17-25 | 25-16 | 25-16 | 25-20 |       | 92-77            |
| 26-08-06 | Bélgica - Francia             | 3-0       | 25-15 | 25-21 | 25-23 |       |       | 75-59            |
| 26-08-06 | Bielorrusia - República Checa | 3-0       | 25-21 | 25-11 | 25-21 |       |       | 75-53            |
| 27-08-06 | Italia - Bélgica              | 3-0       | 25-14 | 25-16 | 25-22 |       |       | 75-52            |
| 27-08-06 | Francia - República Checa     | 3-2       | 22-25 | 25-18 | 25-21 | 16-25 | 15-12 | 103-101          |
| 27-08-06 | Croacia - Bielorrusia         | 3-1       | 26-24 | 26-24 | 12-25 | 25-16 |       | 89-89            |
| 28-08-06 | Italia - República Checa      | 3-1       | 25-22 | 22-25 | 25-19 | 25-19 |       | 97-85            |
| 28-08-06 | Croacia - Bélgica             | 3-0       | 25-10 | 25-22 | 25-20 |       |       | 75-52            |
| 28-08-06 | Francia - Bielorrusia         | 3-0       | 26-24 | 26-24 | 25-19 |       |       | 77-67            |
| 30-08-06 | Croacia - República Checa     | 3-0       | 25-21 | 25-23 | 25-17 |       |       | 75-61            |
| 30-08-06 | Bélgica - Bielorrusia         | 3-0       | 25-20 | 25-16 | 26-24 |       |       | 76-60            |
| 30-08-06 | Italia - Francia              | 3-0       | 25-22 | 25-19 | 25-17 |       |       | 75-58            |
| 31-08-06 | República Checa - Bélgica     | 3-0       | 25-15 | 25-20 | 27-25 |       |       | 77-57            |
| 31-08-06 | Italia - Bielorrusia          | 3-0       | 25-08 | 25-12 | 25-12 |       |       | 75-32            |
| 31-08-06 | Croacia - Francia             | 3-1       | 25-21 | 25-18 | 23-25 | 25-13 |       | 98-77            |

### Clasificación
| Pos | Equipo              | PJ | PG | PP | SG | SP | PTS |
| --- | ------------------- | -- | -- | -- | -- | -- | --- |
| 1   | Rusia               | 5  | 4  | 1  | 14 | 5  | 13  |
| 2   | Ucrania             | 5  | 4  | 1  | 14 | 6  | 12  |
| 3   | Turquía             | 5  | 3  | 2  | 10 | 8  | 8   |
| 4   | Serbia y Montenegro | 5  | 3  | 2  | 9  | 9  | 8   |
| 5   | Países Bajos        | 5  | 1  | 4  | 7  | 13 | 4   |
| 6   | Polonia             | 5  | 0  | 5  | 2  | 15 | 0   |

#### Resultados
| Fecha    | Encuentro                          | Resultado | Set   | Set   | Set   | Set   | Set   | Puntuación total |
| Fecha    | Encuentro                          | Resultado | 1     | 2     | 3     | 4     | 5     | Puntuación total |
| -------- | ---------------------------------- | --------- | ----- | ----- | ----- | ----- | ----- | ---------------- |
| 26-08-06 | Ucrania - Países Bajos             | 3-1       | 19-25 | 25-17 | 25-20 | 26-24 |       | 95-86            |
| 26-08-06 | Serbia y Montenegro - Polonia      | 3-0       | 25-16 | 25-17 | 25-21 |       |       | 75-54            |
| 26-08-06 | Rusia - Turquía                    | 3-1       | 23-25 | 25-19 | 25-20 | 25-23 |       | 98-87            |
| 27-08-06 | Serbia y Montenegro - Ucrania      | 3-2       | 14-25 | 23-25 | 28-26 | 29-27 | 16-14 | 110-117          |
| 27-08-06 | Turquía - Países Bajos             | 3-2       | 23-25 | 25-15 | 25-19 | 13-25 | 16-14 | 102-98           |
| 27-08-06 | Rusia - Polonia                    | 3-1       | 25-23 | 25-20 | 22-25 | 25-18 |       | 97-86            |
| 28-08-06 | Serbia y Montenegro - Países Bajos | 3-1       | 25-16 | 17-25 | 25-13 | 25-16 |       | 92-70            |
| 28-08-06 | Ucrania - Rusia                    | 3-2       | 21-25 | 25-21 | 20-25 | 25-19 | 15-10 | 106-100          |
| 28-08-06 | Turquía - Polonia                  | 3-0       | 25-21 | 25-19 | 25-22 |       |       | 75-62            |
| 30-08-06 | Rusia - Serbia y Montenegro        | 3-0       | 25-20 | 25-18 | 25-22 |       |       | 75-60            |
| 30-08-06 | Países Bajos - Polonia             | 3-1       | 25-20 | 26-24 | 23-25 | 25-14 |       | 99-83            |
| 30-08-06 | Ucrania - Turquía                  | 3-0       | 25-21 | 25-14 | 25-20 |       |       | 75-55            |
| 31-08-06 | Rusia - Países Bajos               | 3-0       | 25-23 | 25-23 | 29-27 |       |       | 79-73            |
| 31-08-06 | Turquía - Serbia y Montenegro      | 3-0       | 25-19 | 25-16 | 25-16 |       |       | 75-51            |
| 31-08-06 | Ucrania - Polonia                  | 3-0       | 25-17 | 25-22 | 25-11 |       |       | 75-50            |

## Fase final

### Final 1° y 3° puesto
|  | Semifinales | Semifinales |   |       | Final     | Final |  |
|  |             |             |   |       |           |       |  |
|  |             |             |   |       |           |       |  |
|  |             |             |   |       |           |       |  |
|  | Italia      | 3           |   |       |           |       |  |
|  | Ucrania     | 0           |   |       |           |       |  |
|  |             |             |   |       |           |       |  |
|  |             |             |   |       |           |       |  |
|  |             |             |   |       | Croacia   | 0     |  |
|  |             | Italia      | 3 |       |           |       |  |
|  |             |             |   |       |           |       |  |
|  |             |             |   |       |           |       |  |
|  |             |             |   |       | 3º puesto |       |  |
|  |             |             |   |       |           |       |  |
|  | Croacia     | 3           |   | Rusia | 0         |       |  |
|  | Rusia       | 1           |   |       | Ucrania   | 3     |  |

### Resultados
| Fase      | Fecha    | Encuentro        | Resultado | Set   | Set   | Set   | Set | Set | Puntuación total |
| Fase      | Fecha    | Encuentro        | Resultado | 1     | 2     | 3     | 4   | 5   | Puntuación total |
| --------- | -------- | ---------------- | --------- | ----- | ----- | ----- | --- | --- | ---------------- |
| Semifinal | 02-09-06 | Italia - Ucrania | 3-0       | 25-19 | 25-21 | 25-17 |     |     | 75-57            |
| Semifinal | 02-09-06 | Croacia - Rusia  | 3-1       | 28-26 | 33-35 | 25-20 |     |     | 111-103          |
| 3° lugar  | 03-09-06 | Ucrania - Rusia  | 3-0       | 25-23 | 25-19 | 27-25 |     |     | 77-67            |
| Final     | 03-09-06 | Italia - Croacia | 3-0       | 25-21 | 25-20 | 25-21 |     |     | 75-62            |

### Final 5° y 7° puesto
|  | Semifinales         | Semifinales |   |         | 5° puesto           | 5° puesto |  |
|  |                     |             |   |         |                     |           |  |
|  |                     |             |   |         |                     |           |  |
|  |                     |             |   |         |                     |           |  |
|  | Serbia y Montenegro | 3           |   |         |                     |           |  |
|  | Bélgica             | 0           |   |         |                     |           |  |
|  |                     |             |   |         |                     |           |  |
|  |                     |             |   |         |                     |           |  |
|  |                     |             |   |         | Serbia y Montenegro | 0         |  |
|  |                     | Turquía     | 3 |         |                     |           |  |
|  |                     |             |   |         |                     |           |  |
|  |                     |             |   |         |                     |           |  |
|  |                     |             |   |         | 7º puesto           |           |  |
|  |                     |             |   |         |                     |           |  |
|  | Turquía             | 3           |   | Bélgica | 2                   |           |  |
|  | Francia             | 1           |   |         | Francia             | 3         |  |

### Resultados
| Fase      | Fecha    | Encuentro                     | Resultado | Set   | Set   | Set   | Set   | Set   | Puntuación total |
| Fase      | Fecha    | Encuentro                     | Resultado | 1     | 2     | 3     | 4     | 5     | Puntuación total |
| --------- | -------- | ----------------------------- | --------- | ----- | ----- | ----- | ----- | ----- | ---------------- |
| Semifinal | 02-09-06 | Serbia y Montenegro - Bélgica | 3-0       | 25-19 | 25-22 | 25-16 |       |       | 75-57            |
| Semifinal | 02-09-06 | Turquía - Francia             | 3-1       | 25-18 | 22-25 | 25-22 | 25-12 |       | 97-77            |
| 7° lugar  | 03-09-06 | Francia - Bélgica             | 3-2       | 19-25 | 25-18 | 25-14 | 22-25 | 15-13 | 106-95           |
| Final     | 03-09-06 | Turquía - Serbia y Montenegro | 3-0       | 25-21 | 25-19 | 25-17 |       |       | 75-57            |

## Clasificación final
| Pos | Equipo              |
| --- | ------------------- |
| 1   | Italia              |
| 2   | Croacia             |
| 3   | Ucrania             |
| 4   | Rusia               |
| 5   | Turquía             |
| 6   | Serbia y Montenegro |
| 7   | Francia             |
| 8   | Bélgica             |
| 9   | República Checa     |
| 10  | Países Bajos        |
| 11  | Bielorrusia         |
| 12  | Polonia             |

## Distinciones individuales
| Distinción      | Nombre               | Equipo  |
| --------------- | -------------------- | ------- |
| MVP             | Natalia Goncharova   | Ucrania |
| Mejor Anotadora | Natalia Diansaka     | Rusia   |
| Mejor Bloqueo   | Federica Stufi       | Italia  |
| Mejor Servicio  | Lucia Bosetti        | Italia  |
| Mejor Armadora  | Manuela Di Crescenzo | Italia  |
| Mejor Recepción | Manuela Ikic         | Croacia |
| Mejor Líbero    | Paola Dosen          | Croacia |

| Predecesor: Eslovaquia 2004 | Campeonato Europeo de Voleibol Femenino Sub-20 Francia 2006 | Sucesor: Italia 2008 |